# Mogpog
Mogpog (Bayan ng Mogpog) är en kommun i Filippinerna. Kommunen tillhör provinsen Marinduque och ligger på ön med samma namn. Folkmängden uppgår till 31 330 invånare.

## Barangayer
Mogpog är indelat i 37 barangayer.
| - Anapog-Sibucao - Argao - Balanacan - Banto - Bintakay - Bocboc - Butansapa - Candahon - Capayang - Danao - Dulong Bayan (Pob.) - Gitnang Bayan (Pob.) - Guisian | - Hinadharan - Hinanggayon - Ino - Janagdong - Lamesa - Laon - Magapua - Malayak - Malusak - Mampaitan - Mangyan-Mababad - Market Site (Pob.) | - Mataas Na Bayan - Mendez - Nangka I - Nangka II - Paye - Pili - Puting Buhangin - Sayao - Silangan - Sumangga - Tarug - Villa Mendez (Pob.) |